# 無極性プラグ
無極性プラグ（リバーシブルプラグ 英: non-polarized plug, reversible plug）とは、配線用差込接続器で規定されるAC差込プラグであり、差し込む際に方向がなく極性を持たないプラグを指す。
AC差込プラグには、ヒューズが内蔵されているもの、アース極を有するものなど多数の規格が存在するが、日本の100VのAC差込プラグ（NEMA 1-15 極性なし）や、欧州のユーロプラグ（CEE 7/16 ）やSchukoプラグ（CEE 7/4 ）は代表的な無極性プラグである。
欧州においては使用制限のある無極性プラグで、ユーロプラグは電圧250V 電流2.5Aまで使用が許可されている。英国のBS 4573 (UK shaver)は200mAまでと規定されており、電動歯ブラシやシェーバーなど小電力製品を対象にしている。また、Schukoプラグが許容されている国でも両切スイッチの使用が求められており、安価な片切の電源スイッチとの組み合わせでは使用できない。北米やオーストラリア、ニュージーランドでは極性プラグしか使用が許可されていない。

## 関係する世界の技術基準
では片切スイッチは基本的に活線（以下 L）に配置することが紹介されている。同じ理論で半導体スイッチ（トライアック、サイリスタ、SSRなど）もLをスイッチングすることを基本としている（接地された導体を除いて全極を遮断することが基本）（IEC/EN 61058-1 3.4.9 all-pole disconnection single-pole phase, JIS C 4526-1 3.4.9全極遮断、JIS B9960-1 7.2.3 電力回路 ,NEC Article 404.2 Switch Connectionsなど世界各国の技術基準により：歴史的にはドイツでハンブルグ回路と呼ばれる、ニュートラル（以下N）が断路される回路を禁じたこと（VDE 0100-460セクション463.1.2）が最初であると考えられる。
参考までに三相電源をSSRで断路する際は、全極を遮断する3素子タイプか、接地相であるSは断路させずに非接地側のRとTのみ遮断する2素子タイプが使用される。
また、コンピューター、フォトカプラなど微弱な信号を用いる機器ではEMIにより誤動作が発生しやすいため、別途IEC60950-1の規格において、片切スイッチは非接地側のLにしか配置できないことが規定されている。
従って厳密に言えば、これらの技術基準に準拠している製品では、片切スイッチを使用した時点で、N側を明確に識別できない(N側にマーキングがない）無極性プラグは使用することはできない。

## 無極性プラグの安全上のリスク
無極性プラグはコンセントの極性トラブルと同様に、供給パスであるLと、リターンパスであるNが逆になることがあり、特に非線形で制御される大電力機器では長期使用（数ヵ月から数年）において大きなトラブルが発生することが世界的に知られている。トライアックなどの高速なスイッチング素子を使用していない製品でもNを開閉するスイッチが使用されていれば、Lと大地間で意図しない電界が形成されやすい。

## 機能接地としてのニュートラルの役割
通電しているコイルは断路されると逆起電力（インダクティブキックバック）を発生させる。また、DC電源回路で使用される平滑コンデンサは常に充放電を繰り返している（突入電流とはコンデンサが最初の充電を終了するまで吸収するように急激に流れる電流）。このようにこれらの素子は磁界や電界として、電気エネルギーを一時的に蓄えてしまう性質がある。エネルギーが残留している回路を開閉すると、そのエネルギーが瞬間的に負荷線路に放出される為、より大きなサージ電流やスイッチングノイズが発生する。
サージ電流やスイッチングノイズは周波数が高く、回路や線路外へ電磁波として放出（EMI）されやすい。トライアック、PWM、インバーターなどで制御（スイッチング）された際のノイズは規則的で固有の周波数を持つことが多い。その際、アース線により接地された金属シャーシなどにEMIを誘導すれば、アース線を流れるリーク電流として大地へ戻ることができる。アース線は保護接地とも呼ばれ、人体への感電を防ぐ非常用リターンパスの役割がある。それと共にEMIによって負荷線路より飛び出し帯電した電荷（一般的に静電気と呼ばれる）を、リーク電流として大地へ戻す為のリターンパス、即ち機能接地の役割もある。一方、アース線路のない機器であっても、回路・線路のスイッチを配置していないNが常に接地されていれば機能接地の役割を兼ねて大地へ戻すことができる為、余剰な電荷は回路や線路へ残留しにくい。
機能接地が存在しない場合、回路・線路外へリークしたエネルギーは、制御されていない最も低いインピーダンスのリターンパスを勝手に探しだし大地へ戻ろうとする。この現象が、一般にEMCトラブルと呼ばれるトラブルの原因となっている。例えば、PWMモーターは多くのEMIを発生するが、それがモーターのシャフトに誘導した場合、その電荷は意図していないリターンパスを介して大地へ向かおうとする。その経路ではジュール熱や放電の熱によって発熱するため、モーターシャフトが伸びたり、腐食したり、ベアリングが焼き付くなどのトラブルが発生しやすい。絶縁性が高くコンスタントに大地へリーク電流として戻すことができない状態では、そのエネルギー（電荷）は帯電という形で残留する。前述の各国電気規格に準拠させ、片切スイッチがＬに配置された場合、もう一方の線路、すなわちNは常に接地されリターンパスが確立されるので帯電しにくいが、無極性プラグにより、片切スイッチ（トライアックなど電子スイッチを含む）がNを開閉してしまうと機能接地がなくなるので電荷が残留しやすい。オーディオではACプラグとコンセントの極性を合わせると音質が向上することが知られている。これはDC電源回路が機能接地されることにより回路に残留する電荷を大地へ逃がすことができ、発生するノイズEMIが減少することによるものである。信号回路のシグナルGNDは一般に金属シャーシにボンディングされており、Nとは直接結線されていない為、ACプラグの極性には関係しない。金属シャーシが機能接地されるとシグナルGNDは基準電位を得ることができノイズ減少に寄与する。

## EMIの測定
本来は大掛かりで専門的な機器が必要であるが、簡易的には次の方法でEMIとして漏れ出ているリーク分の電流値を確認することができる。電源線のLとNを流れる電流は向きが逆で同じ大きさになるが、電磁波として線路外へリークした場合、Nを流れる電流は減少する。その差分を測定することにより、ACプラグを正しく接続した際と逆に接続した際のリーク電流の大きさ≒EMIの大きさの違いを知ることができる。この測定に適したリーククランプメーターは各社より発売されている。電線とクランプ位置を固定して測定すると電線とのクランプの距離がずれることによる測定誤差が出にくい。

## EMIによる寄生容量の帯電
長期間に渡りEMIが回路や線路から放出すると、回路内や線路間、あるいはそれらとシャーシや大地間にある寄生容量（浮遊容量）がエネルギーを吸収し蓄えてしまうことがある（帯電）。寄生容量とは絶縁体を挟んだ2つの導体が存在する箇所であり、設計段階では想定することは難しいが、寄生容量部分が誘導され電界が存在すれば帯電する。また、スイッチなど開閉器自体もアーク放電があると酸化し絶縁物を形成することにより、年月を経て、接触抵抗や寄生容量が増えてくる。尚、帯電した電荷とは静電気のことであるが、静電気は摩擦だけでなく剥離や接触そして誘導でも発生する。

## 放電によるトラブル
EMIは言わば回路・線路から外へしみ出るエネルギーであるが、寄生容量とは、これらのエネルギーを充放電するキャパシター（特にPVC電源コードは大きな寄生容量がある。例えば平行2線の1.5スケは0.153マイクロF/Km）であり、自然に放電するよりもチャージ量が多ければ通電時間と共に帯電が進むことになる。長い電源リールには大きな寄生容量がある為に、機器と併用した場合、突入電流も大きくなる。もちろん機能接地が有効（接地された金属シャーシ、Nの継続的な接地）である場合、寄生容量は充電されにくい。しかし機能接地がなく、大きなエネルギーが寄生容量（機能接地のない平滑コンデンサを含む）に充電されてしまうと、なんらかのきっかけ（電源スイッチの開閉など）でそれらが放電した際、機器に誤動作（例えば、勝手に再起動したり、制御できず最大出力が連続したり、OFFしている機器が勝手に動き出したり、突然出力が半減するなど）が発生したり、放電規模によっては絶縁破壊を伴う大きなトラブルが発生する。これは素子の破壊や接点の焼損をもたらすが、最悪の場合、電気火災を引き起こすことがある。また、帯電している金属部に人体が触れることで感電するケースもある。尚、この放電によるトラブルはナノ秒からマイクロ秒でと極めて短時間で発生する為、漏電遮断器、過電流遮断器、ヒューズ、専用設計の安全回路など、安全を守るための各機構は通常動作しない。このトラブルは、欧米でオープンニュートラルあるいはリバースポラリティーとして説明されることがある。放電時のサージ電流やスパイク電圧はdI/dt、dV/dtで表すことができ、放電する時間が短ければ短いほど大きな数値になる。トラブルを避けるために、英国、米国、カナダ、オーストラリア、ニュージーランド、香港ではACプラグとコンセント、スイッチ、配線色に関する各電気規格を厳格に守られれており、プラグの極性を含めて間違えてはいけないことがエンジニアに周知されている。その一方、ワンチップコンピュータが組み込まれている機器、スイッチング電源を使用する機器、あるいはスイッチング制御される大出力機器は出荷台数が増えており、単相機器の放電・発火トラブルは世界的に増加傾向にある。寄生容量に帯電した電荷が放電する現象はESDと呼ばれる。

## 国内公的機関の対応と意識
日本の場合、日本産業規格や電気設備技術基準による複数の規定の他、電気用品安全法（電安法、PSE）においても極性ありの場合（配線色で電線が識別されている場合）ACプラグ・コンセントには接地側の表示などを義務付けている。また、電気工事士は開閉器を必ず活線側に設ける原則を守っている。
しかしながら、ACプラグの差込む向きがEMCトラブル（ノイズ発生や機器トラブル、機器寿命、電気火災、感電）に関係することを認識している国内の公的機関は全く確認できず、一部の専門知識を持つエンジニアが注意を喚起しているのみである。残念なことに、安全を守るべき電気保安協会が、ACプラグの向きはどちらでもよいなどと説明しているケースが散見される。これは米国Oshaの見解とは逆である。米国では解明されている家電製品の発火原因も経済産業省の調査では原因不明、あるいは経年劣化によるトラッキング現象によるものと結論づけられることが多い。
長期間に渡り大出力機器のNを片切スイッチで開閉するという配線が継続されると、スイッチングされた側でアーク放電が発生しやすい為、N側のみが激しく焼損するケースが多くなる。このトラブルを日本の公的機関は経年劣化あるいは吸湿した埃によるトラッキング現象であるとしているが、その理論ではN側だけが激しく焼損する理由を説明できない。仮にトラッキング現象が起きないように、コンセント-プラグの部位を恒久的に結線したとしても、プラグやコンセントの代わりに、製品内のコネクタや電源スイッチ、電子スイッチ、ダイオードブリッジ、コイル、スイッチング回路などに放電・焼損する箇所が移動してしまう為、リスクの低減には繋がらない。
EMIを含めたEMCトラブルは、静電シールドやシールドケーブル、バリスタやYコンデンサ、CRフィルター、フェライトコア、ラインフィルターなどにより回路・線路外へリークしたあるいはリークしようとしているエネルギーを、制御されたリターンパスにより大地へ逃がしたり、熱に変えたりすることである程度改善できる。しかしながら根本的にトラブル発生（EMI発生）を抑制するには、重畳した高調波をも大地へ戻すことができるＮはスイッチングさせることなく、機能接地された状態を維持することが重要であり、世界各国の技術基準に準拠することでもある。